# Micromelerpetontidae
Micromelerpetontidae es un grupo extinto de temnospóndilos que vivieron desde finales del período Carbonífero hasta comienzos del período Pérmico, en lo que hoy es Europa. 